# Roberto Villetti (scout)
Roberto Villetti (1866 – Roma, 6 aprile 1936) è stato un pubblicista italiano, capo scout del Corpo Nazionale Giovani Esploratori Italiani.

## Biografia

Lettera di Baden-Powell a Roberto Villetti, 1922

Villetti conobbe Robert Baden-Powell, il fondatore del movimento scout, durante la guerra anglo-boera in Sudafrica a fine '800. 
Di ritorno in Italia, nel 1912 assunse la direzione del quotidiano romano Il Messaggero.
Fu inviato speciale sul fronte della guerra 1915-18 e assessore al Comune di Roma. 
Nel 1922 Villetti fu investito della carica di Commissario Generale del Corpo Nazionale Giovani Esploratori Italiani (CNGEI).
Al momento della nomina ricevette una lettera di congratulazioni da Baden-Powell:
Caro Dottor Villetti,

Sono lieto di ritrovare un vecchio camerata del Sud Africa a capo del ramo italiano della nostra fratellanza, anche perché con questo mezzo vi sarà fra noi maggior contatto.

Ho la sincera speranza che noi potremo ricevere qui in Inghilterra, fra non molto, un gran numero di Esploratori italiani e così insieme il piacere di rinnovare la nostra conoscenza.

Vostro sinceramente,

Robert Baden-Powell»
Villetti portò a termine l'opera di riforma lanciata da Vittorio Fiorini. Ne sortì il Regolamento del 1924, che porta il suo nome.
Villetti fu in mezzo ai suoi giovani nel maggio del '24, al Grande campo per il Concorso Internazionale di Firenze e, poco più tardi, al secondo Jamboree mondiale di Ermelunden, in Danimarca, prima vivace affermazione del CNGEI nello scautismo internazionale. 
Villetti volle e diresse il primo campo per Capi, all'Alpe Cainallo di Esino Lario dal 3 al 14 agosto 1925. Tra i presenti il vicentino Aldo Marzot, più tardi fondatore di Assoraider. Creò iniziative come la Commissione libraria GEI, la Commissione per la Redazione e la Revisione dei Manuali di Scautismo, fece sorgere la Bibliotechina dell'Esploratore, per la quale compilò il prezioso Piccolo manuale del Capogruppo. Sorsero allora le prime Case dell'Esploratore, ovunque vi fu un fervore di opere e Villetti visitò instancabilmente le Sezioni dalla Sicilia a Pola.
L'avvento del fascismo portò ad un clima ostile verso lo scautismo italiano. Dopo aver fatto del suo meglio per essere utile, Villetti il 16 aprile 1927 dava le dimissioni scrivendo polemicamente al presidente generale, principe Pietro Lanza di Scalea, "... sono profondamente convinto di non essere fuori dalla buona strada ...". Dal suo ultimo articolo che porta il titolo "Obbedire":
(Roberto Villetti)
Nei quasi dieci anni che seguirono Papà Akela - questo era il suo totem - fu sempre in contatto con i più fedeli membri dello scautismo laico italiano. Morì a Roma il 6 aprile 1936.